# Demirovac
Demirovac (en serbio: Демировац) es una localidad de la municipalidad de Kozarska Dubica, Republika Srpska, Bosnia y Herzegovina.

## Población
| Composición de la Población - Localidad de Demirovac | Composición de la Población - Localidad de Demirovac | Composición de la Población - Localidad de Demirovac | Composición de la Población - Localidad de Demirovac | Composición de la Población - Localidad de Demirovac | Composición de la Población - Localidad de Demirovac |
| ---------------------------------------------------- | ---------------------------------------------------- | ---------------------------------------------------- | ---------------------------------------------------- | ---------------------------------------------------- | ---------------------------------------------------- |
|                                                      | 2013                                                 | 1991                                                 | 1981                                                 | 1971                                                 | 1961                                                 |
| Total                                                | 373                                                  | 467 (100,0%)                                         | 505 (100,0%)                                         | 574 (100,0%)                                         | 545 (100,0%)                                         |
| Varones                                              | 180                                                  | -                                                    | -                                                    | -                                                    | -                                                    |
| Mujeres                                              | 193                                                  | -                                                    | -                                                    | -                                                    | -                                                    |
| Bosniacos                                            | -                                                    | -                                                    | 1 (0,262%)                                           | 1 (0,261%)                                           |                                                      |
| Serbios                                              | 366                                                  | 443 (94,86%)                                         | 485 (96,04%)                                         | 553 (96,34%)                                         | 532 (97,61%)                                         |
| Croatas                                              | 5                                                    | 2 (0,428%)                                           | 1 (0,198%)                                           | 5 (0,871%)                                           | 8 (1,468%)                                           |
| Eslovenos                                            | -                                                    | -                                                    | -                                                    | -                                                    | -                                                    |
| Musulmanes                                           | -                                                    | -                                                    | -                                                    | -                                                    | -                                                    |
| Montenegrinos                                        | -                                                    | -                                                    | -                                                    | -                                                    | -                                                    |
| Macedonios                                           | -                                                    | -                                                    | 1 (0,198%)                                           | -                                                    | -                                                    |
| Yugoslavos                                           | -                                                    | 15 (3,212%)                                          | 14 (2,772%)                                          | 15 (2,613%)                                          | 4 (0,734%)                                           |
| Albaneses                                            | -                                                    | -                                                    | -                                                    | -                                                    | -                                                    |
| Ukranianos                                           | -                                                    | -                                                    | -                                                    | -                                                    | -                                                    |
| Otros                                                | -                                                    | -                                                    | 1 (0,198%)                                           | -                                                    | -                                                    |
| Sin declarar                                         | 2                                                    | -                                                    | -                                                    | -                                                    | -                                                    |
| Desconocidos                                         | -                                                    | -                                                    | -                                                    | -                                                    | -                                                    |